# ウィンター・オン・ファイヤー: ウクライナ、自由への闘い
『ウィンター・オン・ファイヤー: ウクライナ、自由への闘い』（原題・ウクライナ語: Зима у вогні: Боротьба України за свободу, 英語題: Winter on Fire: Ukraine's Fight for Freedom）は、2015年のドキュメンタリー映画である。2013年11月21日から2014年2月23日までのウクライナにおけるユーロマイダン抗議運動を取り扱っている。
製作の一部をNetflixが担ったほか、ウクライナ、アメリカ合衆国、イギリスが共同で製作した。

## 公開
2015年10月9日のオンライン配信の前に様々な映画祭で上映された。
ワールド・プレミアは第72回ヴェネツィア国際映画祭で行われた。他に第40回トロント国際映画祭でも上映され、観客賞（ドキュメンタリー部門）を獲得した。

## 評価

### 批評家の反応
Rotten Tomatoesでは25件の批評で支持率は88%、平均点は7.5/10となった。Metacriticでは12件の批評に基づいて加重平均値は79/100と示された。

### 授賞とノミネート
アカデミー賞長編ドキュメンタリー映画賞とプライムタイム・エミー賞ドキュメンタリー映画製作貢献賞にノミネートされた 。
また2016年にテレビ芸術科学アカデミーより名誉賞が贈られた。

## 影響
『ウィンター・オン・ファイヤー』は2017年のベネズエラ反政府デモでニコラス・マドゥロに抗議するためにデモ隊が集結したカラカスで上映された。2019-20年の香港のデモでも参照された。2022年、ロシアのウクライナ侵攻を受けてNetflixは公式にYouTubeでこの映画を無料配信した。